# Butea
Butea es un género de plantas con flores  perteneciente a la familia Fabaceae. Comprende 54 especies descritas y de estas, solo 4 aceptadas.

## Taxonomía
El género fue descrito por Roxb. ex Willd. y publicado en Species Plantarum. Editio quarta 3(2): 917. 1802.
Etimología
Dicrocaulon: nombre genérico que deriva de las palabras griegas: "dicros" = tenedor y "caulon" = tallo.

## Especies aceptadas
A continuación se brinda un listado de las especies del género Butea aceptadas hasta julio de 2014, ordenadas alfabéticamente. Para cada una se indica el nombre binomial seguido del autor, abreviado según las convenciones y usos.	
- Butea braamiana DC.
- Butea buteiformis (Voigt) Mabb.
- Butea monosperma (Lam.) Taub.
- Butea superba Roxb.